# 德铁汽车列车

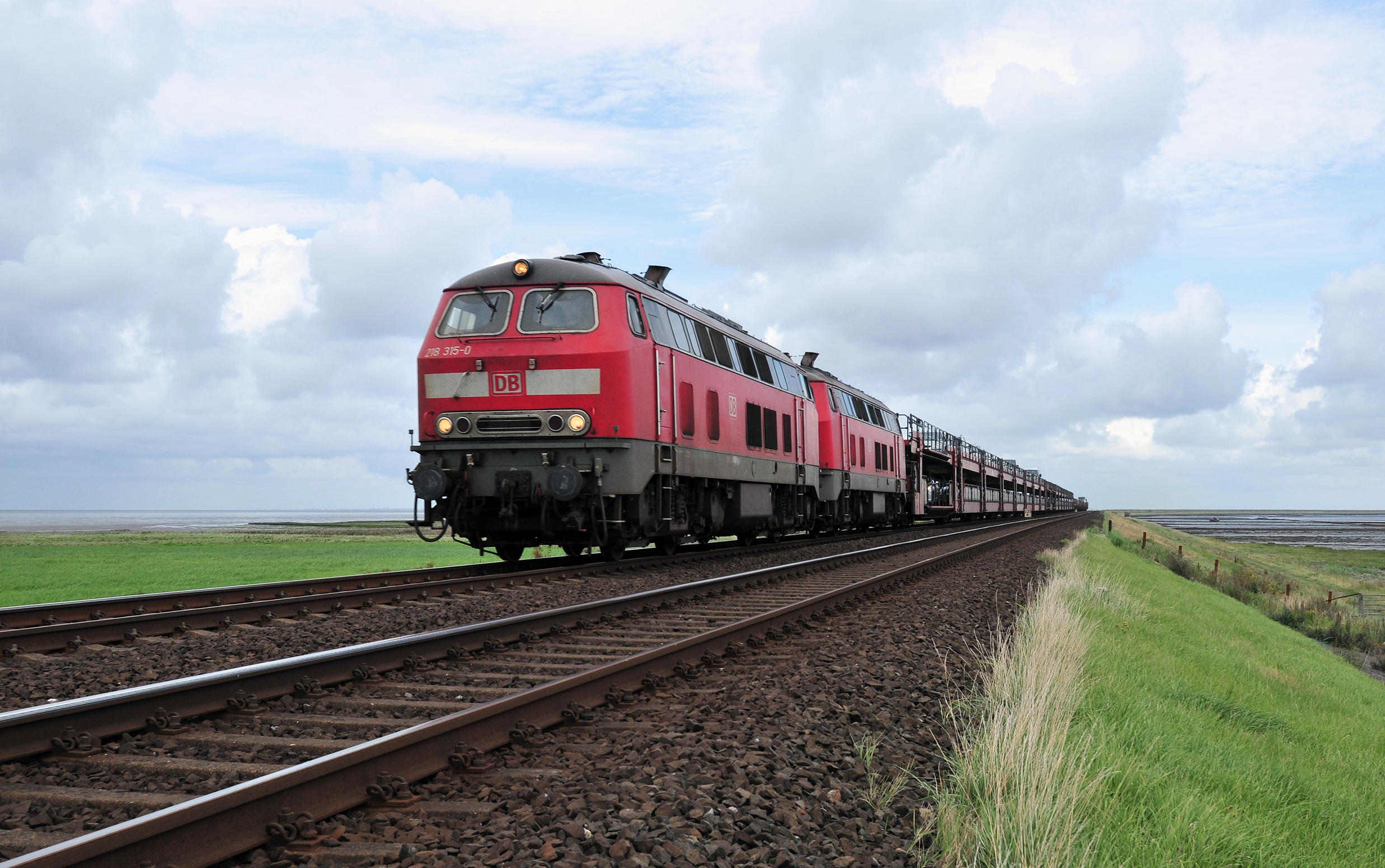
叙尔特岛穿梭列车运行于兴登堡堤岸

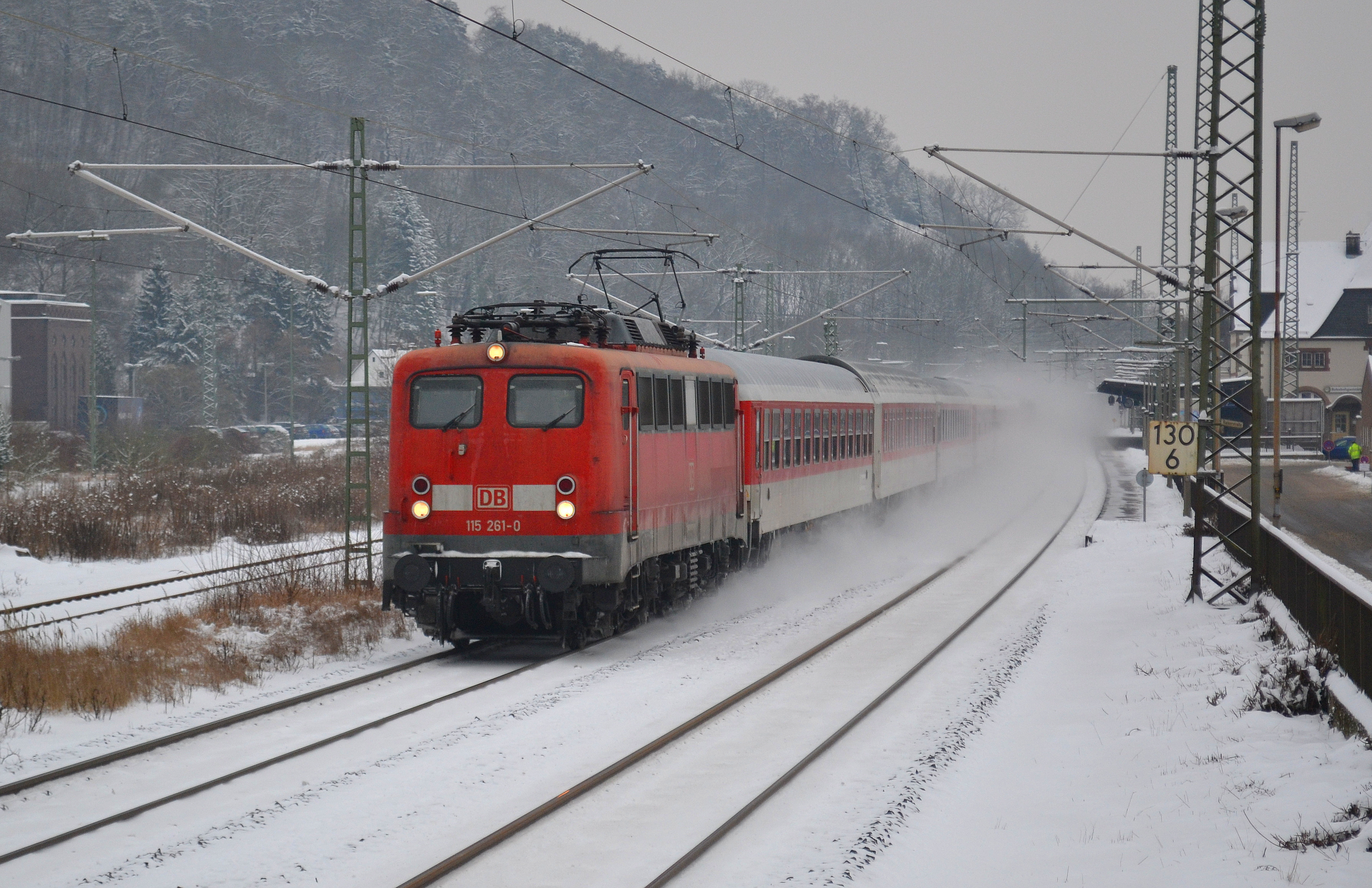
AZ1339次列车运行于赫尔博恩附近（2013年）

德铁汽车列车有限公司（德語：DB AutoZug GmbH）曾是德铁长途运输的全资子公司，总部设于德国多特蒙德，主要负责运作德铁机动物流的汽车装运列车及夜间列车业务。其同样也经营由尼比尔－韦斯特兰的人车同行（叙尔特岛穿梭列车）以及旺格岛岛屿铁路。
2013年9月30日，德铁汽车列车有限公司宣告解散并被纳入德铁长途运输。其原有的汽车列车（AZ）及城市夜线（CNL）等列车类别则仍继续保留，并转由德铁长途运输经营。

## 历史

### 背景
1930年4月1日，德意志国铁路在德国首次完成了利用铁路对汽车进行的运输。但最初只有富人及权贵阶层能够买得起汽车，这项业务的市场仍然很小。至20世纪50年代，英国和法国相继开办了汽车装运列车服务。在1956年夏天，首列真正的汽车列车开始在西德运行，它经由汉堡、慕尼黑以及法兰克福-奥斯滕德运行；汽车司机搭乘于客运车厢内，而他们的汽车也被装载在同一列车内。
西德在1960年代的经济复苏使得外出旅行的人数不断增多，而汽车通过列车装运的数量也获得了相应的增长，至1969年这一数字增加了八倍，达到80,000辆次，许多度假人士都青睐于前往欧洲更多阳光和温暖的地区。汽车运输的数量在1973年达到高峰，共录得185,550辆次。然而这种增长被随之而来的石油危机所遏制。在1978年，由于需求不足，德国联邦铁路削减了约40%的装运站数量。
汽车保有量在20世纪80年代的增长并没有为汽车列车业务带来太多帮助，生活方式的改变意味着人们往往希望将他们的汽车一路开至度假胜地。此外，这项业务的季节性局限也意味着新购车厢是不盈利的。在此十年中，利用航空出行的人数也超过了利用铁路出行的人数。直至德国联邦铁路及德国国营铁路合并后，德国铁路才在1996年成立了经营汽车列车业务的新公司：德铁汽车列车有限公司。

### 沿革

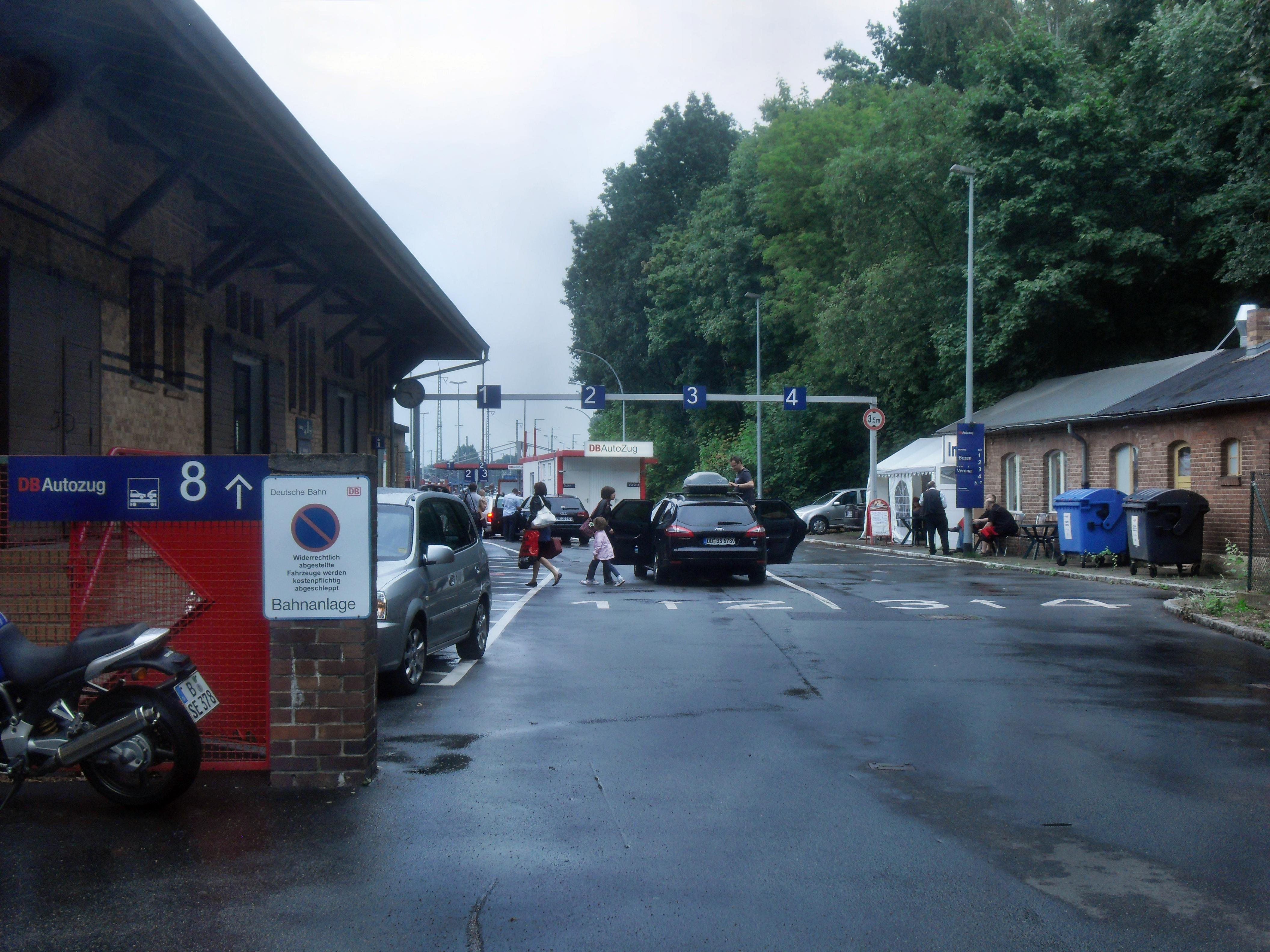
柏林-万湖的汽车列车装运站入口

自1997年初起，该公司便以汽车列车的名义开始经营人车同行业务。在1999年5月30日起实施的运行图调整中，其又接管了德国铁路的所有夜间列车运输服务，当中包括假日快车及德铁夜车品牌。自2002年起，德铁汽车列车作为一家铁路公司开始运行自身的列车。在2003年1月1日，欧洲夜车及夜间快速列车在德国境内的经济责任也都转移至德铁汽车列车。
德铁夜车及假日快车类别在2007年12月9日的运行图调整中均被整合至全新的“城市夜线”品牌。同时公司的汽车列车开行班次由约1200列减少至约920列。9个汽车列车装运站有4个被关闭。据该公司介绍，一些短途的、盈利能力不佳的线路均被撤销。2007年，公司共发送汽车183,000辆次，从而实现6,000万欧元的营业额。在含汽车的度假旅行中，该公司所占的市场份额不足0.5%。约75%的客户均是回头客，其中有四分之一为退休人士。这些客户均拥有高于平均水平的收入。
2008年，公司开行的班次被进一步缩减。在德国，设于特罗斯多夫的装运站被关闭。境外则撤销了里窝那（意大利）、弗雷瑞斯（法国）和里耶卡（克罗地亚）等目的地。从汉堡及希尔德斯海姆至萨尔茨堡的列车也被缩短至慕尼黑。然而在意大利的亚历山德里亚和的里雅斯特则设立了新装运点。
在2009年12月13日起实施的运行图调整中，公司采购了一批新的车厢，以取代部分使用已达40年的车厢，当中便包括由汽车列车及城市夜线共用的塔尔高卧铺车厢。
夜间列车业务在2009年12月31日前均由其姊妹公司、总部设于瑞士苏黎世的城市夜线CNL股份公司经营。自2010年1月1日起，夜间列车的所有业务，包括相关的资产及负债均被总部设于多特蒙德的德铁汽车列车所接管。城市夜线的产品名称得到保留，而原瑞士的总部则成为一个分支机构。
至2012年的冬季时刻表调整中，由柏林-万湖前往波尔查诺、维罗纳、的里雅斯特、亚历山德里亚、因斯布鲁克和阿维尼翁的服务均被取消。根据董事会决议，德铁汽车列车于2013年9月30日解散，并被纳入德铁长途运输。

## 装运站

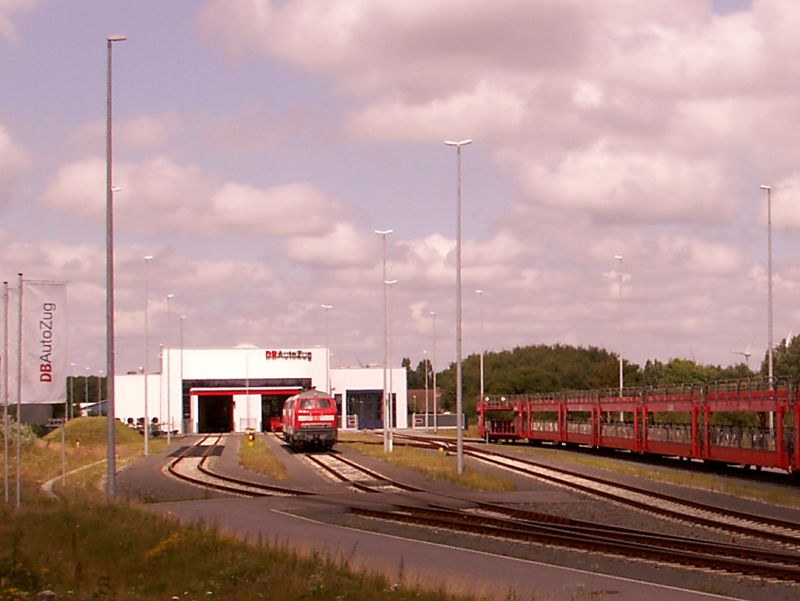
叙尔特岛穿梭列车的装运站

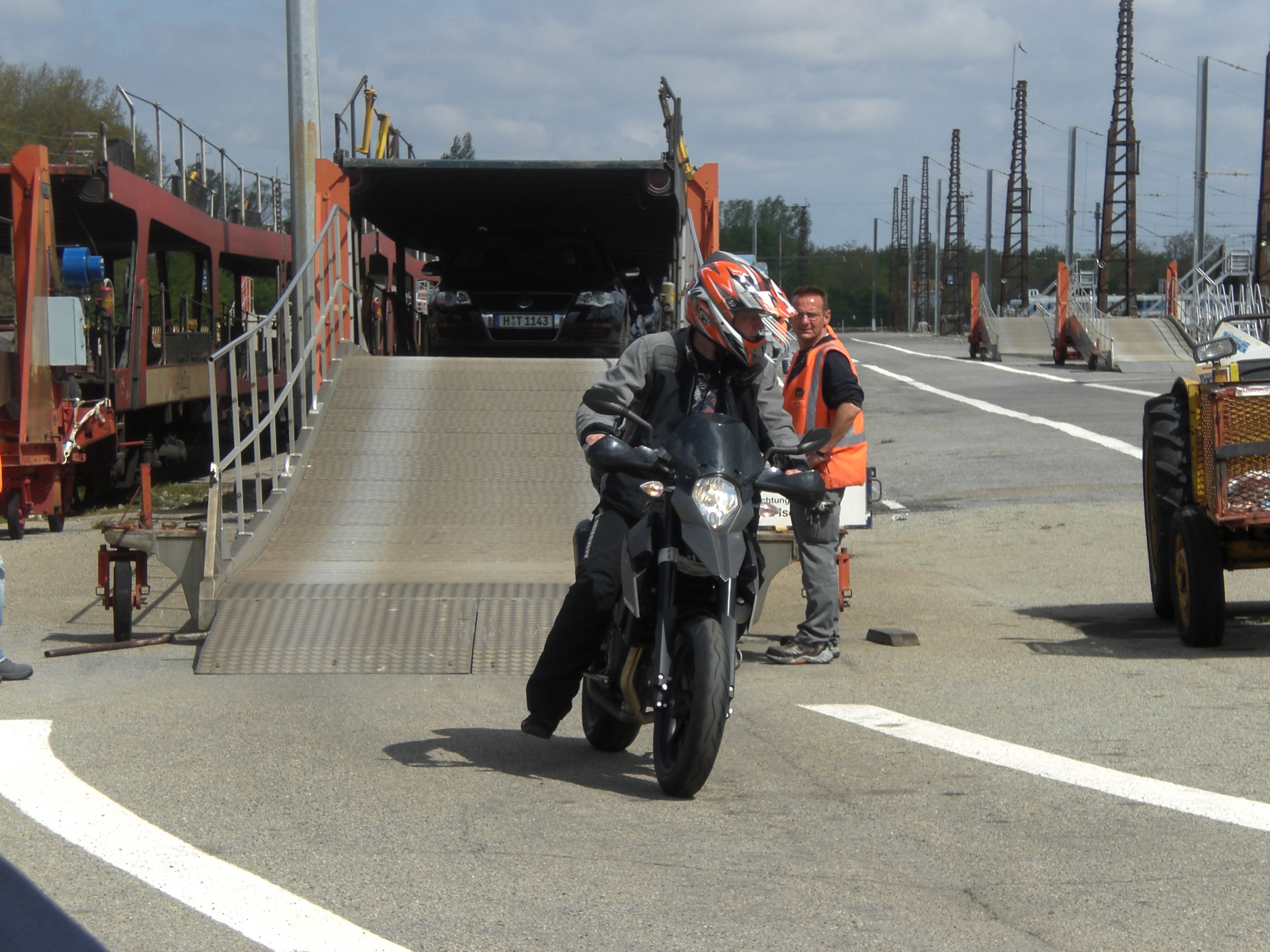
正在纳博讷装运站进行装卸的汽车

德铁汽车列车开办有在德国本土运行及前往法国、意大利和奥地利等国家的人车同行服务。汽车的装载和卸载均在专用的装运站中完成，装载有汽车的车厢会被附挂在旅客列车中一同前往目的地。截至2009年，以下地点的装运站仍在运作：
- 德国：柏林-万湖、杜塞尔多夫、汉堡-阿尔托纳、希尔德斯海姆、勒拉赫、慕尼黑-东、新伊森堡（以上所有权均归德铁车站及服务所有）以及德铁汽车列车本身持有的尼比尔和韦斯特兰两个车站（也适用于载货汽车）。
- 法国：纳博讷
- 意大利：亚历山德里亚、波尔查诺
- 奥地利：因斯布鲁克、施瓦察赫、菲拉赫、维也纳

对于尼比尔至韦斯特兰之间的线路，德铁汽车列车开办有叙尔特岛穿梭列车服务，并使用为该线路特制的装运车厢。
2010年10月，德国联邦网络局在监察了铁路基础设施领域的竞争情况后，为德铁汽车列车制定了其在尼比尔和韦斯特兰所经营的装运站的使用条件。这些条款和细则允许德铁汽车列车可以使用上述装运站，并可同样开办经由兴登堡堤道运行的汽车列车服务。德铁汽车列车曾对联邦网络局的这项决定提出反对，并向行政法院申请临时禁制令，要求装运站必须允许无竞争，直至最终的司法解释。然而，临时禁制令的申请遭到法院驳回，法官裁定在尼比尔和韦斯特兰的汽车装运站作为服务设施，是可以被竞争对手使用的。法院认为该决定合法，并不会对德铁汽车列车的任何特殊权益产生即时影响。而根据北德广播一台北部之声在2010年12月23日的报道，德铁汽车列车仍然反对该裁决，并已上诉至北威州高级行政法院。2011年1月23日，北威州高级行政法院在明斯特裁定，德铁汽车列车必须设定必要条件，以使装运站可供其它供应商共享。